# 1384 Kniertje
Az 1384 Kniertje (ideiglenes jelöléssel 1934 RX) a Naprendszer kisbolygóövében található aszteroida. Hendrik van Gent fedezte fel 1934. szeptember 9-én, Johannesburgban.